# Dimorfismo sexual
Em biologia, o dimorfismo sexual é considerado quando há ocorrência de indivíduos do sexo masculino e feminino de uma espécie com características físicas não sexuais marcadamente diferentes. Pode ocorrer em qualquer grupo de seres vivos, protistas, plantas, ou animais, que apresentem espécies com indivíduos unissexuais. A função destas diferenças, em muitos casos, está relacionada à luta dos indivíduos pelo direito de se reproduzir, usando tais caracteres para lutar por um(a) parceiro(a), ou impressioná-lo(a) com os seus dotes. Em algumas plantas, especificamente, as diferenças são puramente funcionais, e não competitivas.
O oposto do dimorfismo é o monomorfismo, quando ambos os sexos biológicos são fenotipicamente indistinguíveis um do outro. Muitos répteis, por exemplo, com os órgãos sexuais internos, não demonstram notórias diferenças externas entre os espécimes de sexos diferentes.

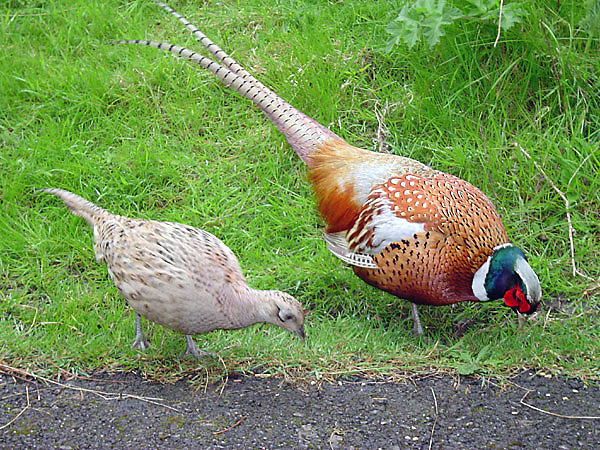
Dimorfismo sexual: A diferença entre um faisão fêmea (menor, à esquerda) e macho (à direita)
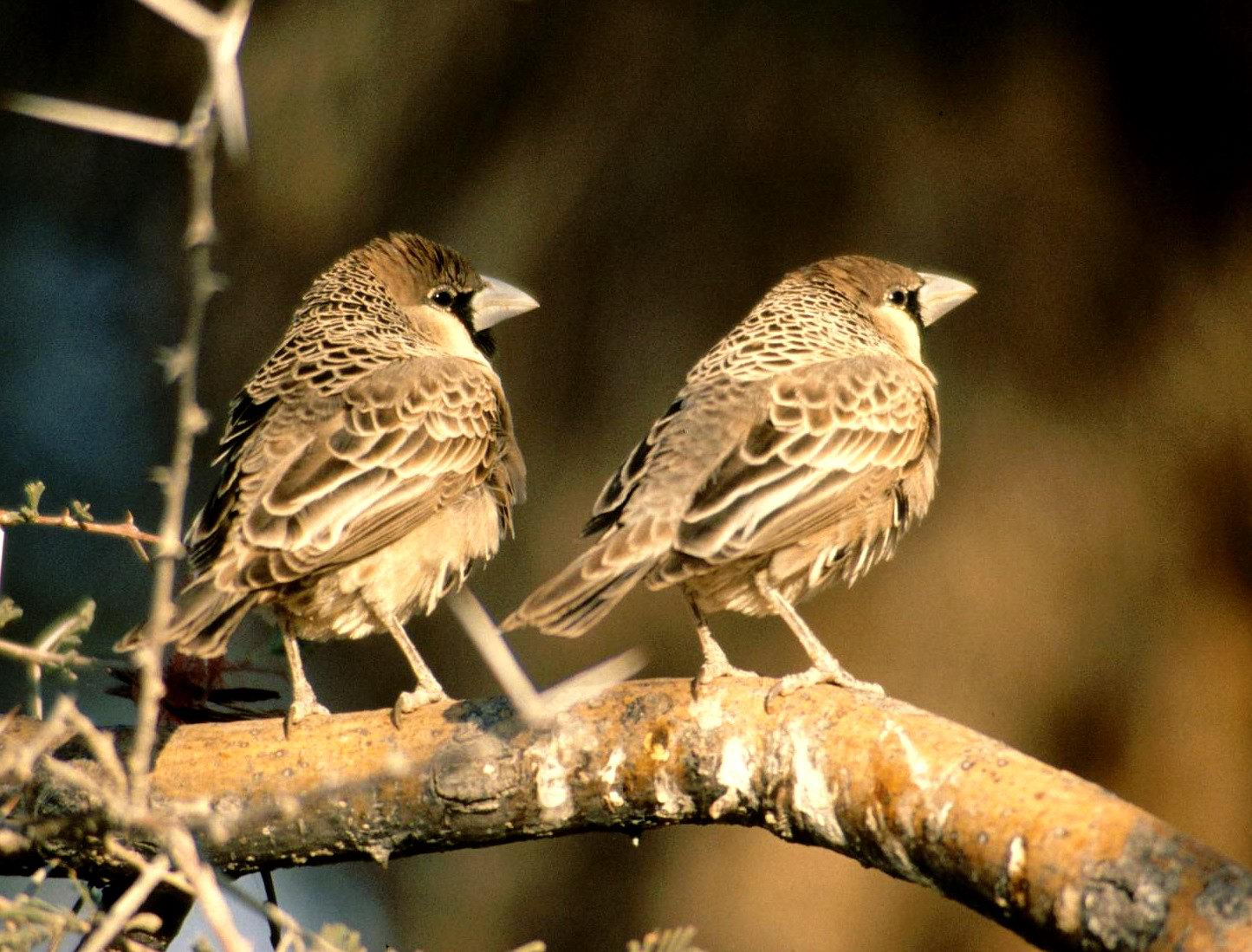
Monomorfismo sexual: Pássaros da espécie Philetairus socius não exibem dimorfismo sexual visível aos olhos humanos

## Exemplos
Um tipo comum de dimorfismo é ornamentação. Um componente frequente de tal ornamentação dimórfico é dicromatismo sexual, o que significa que os sexos de uma mesma espécie diferem na coloração, como é o caso em muitas espécies de aves e répteis.
Características dimórficas exageradas são utilizados predominantemente na competição entre companheiros. A ornamentação pode ser cara para se produzir ou manter, o que tem implicações evolutivas complexas mas os custos e implicações variam, dependendo da natureza da ornamentação (tal como o mecanismo de cor envolvido).
Na maioria das espécies de insetos, aranhas, peixes, anfíbios, répteis, aves de rapina, corujas, etc., as fêmeas são maiores que os machos, enquanto nos mamíferos o macho é geralmente o maior, às vezes de forma muito perceptível. 

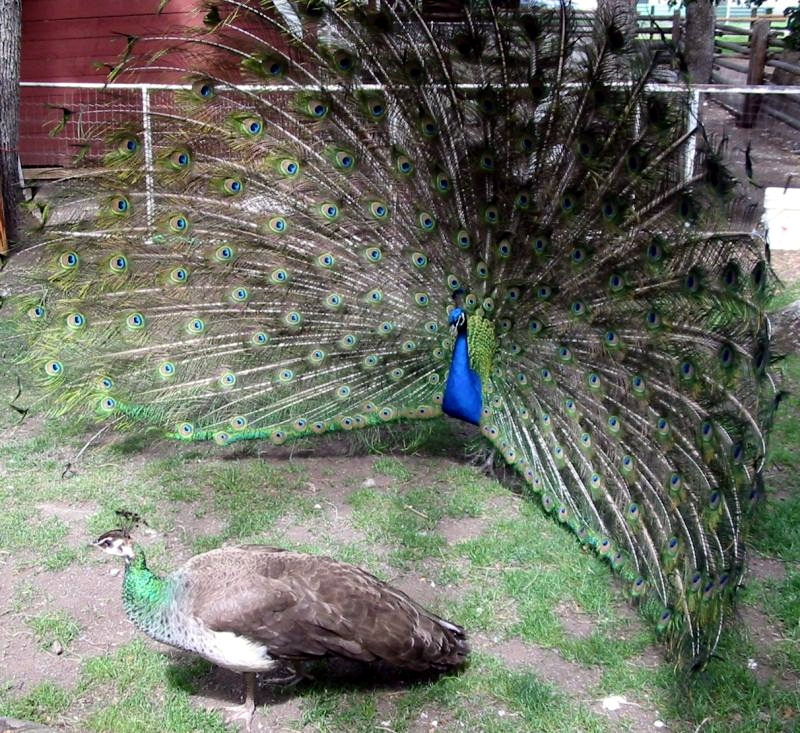
O pavão, à direita, cortejando sua fêmea a esquerda
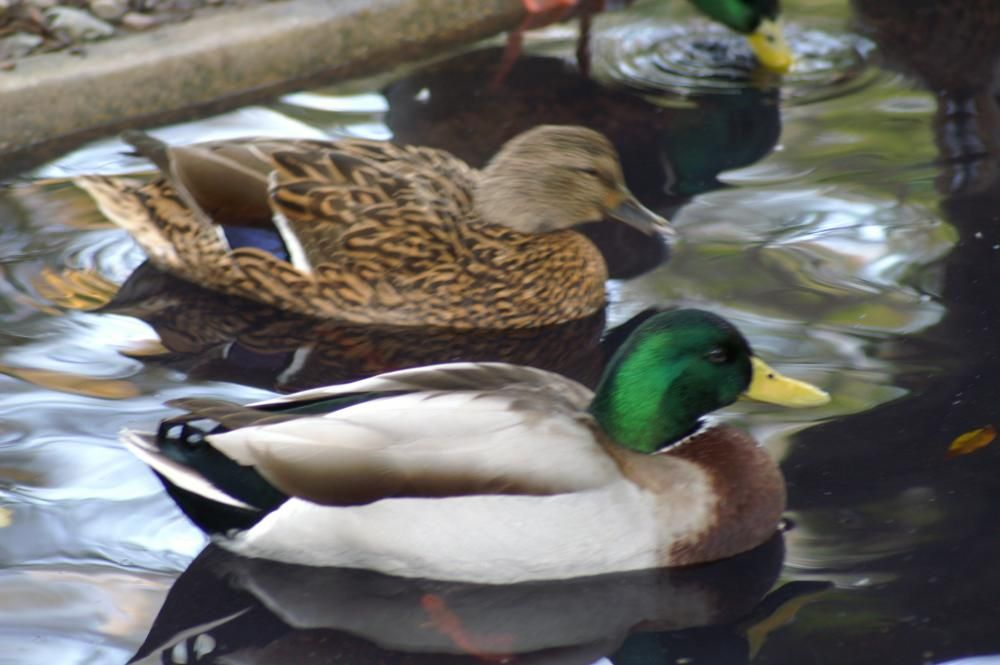
Macho, (em baixo) e fêmea (ao topo) do pato-real
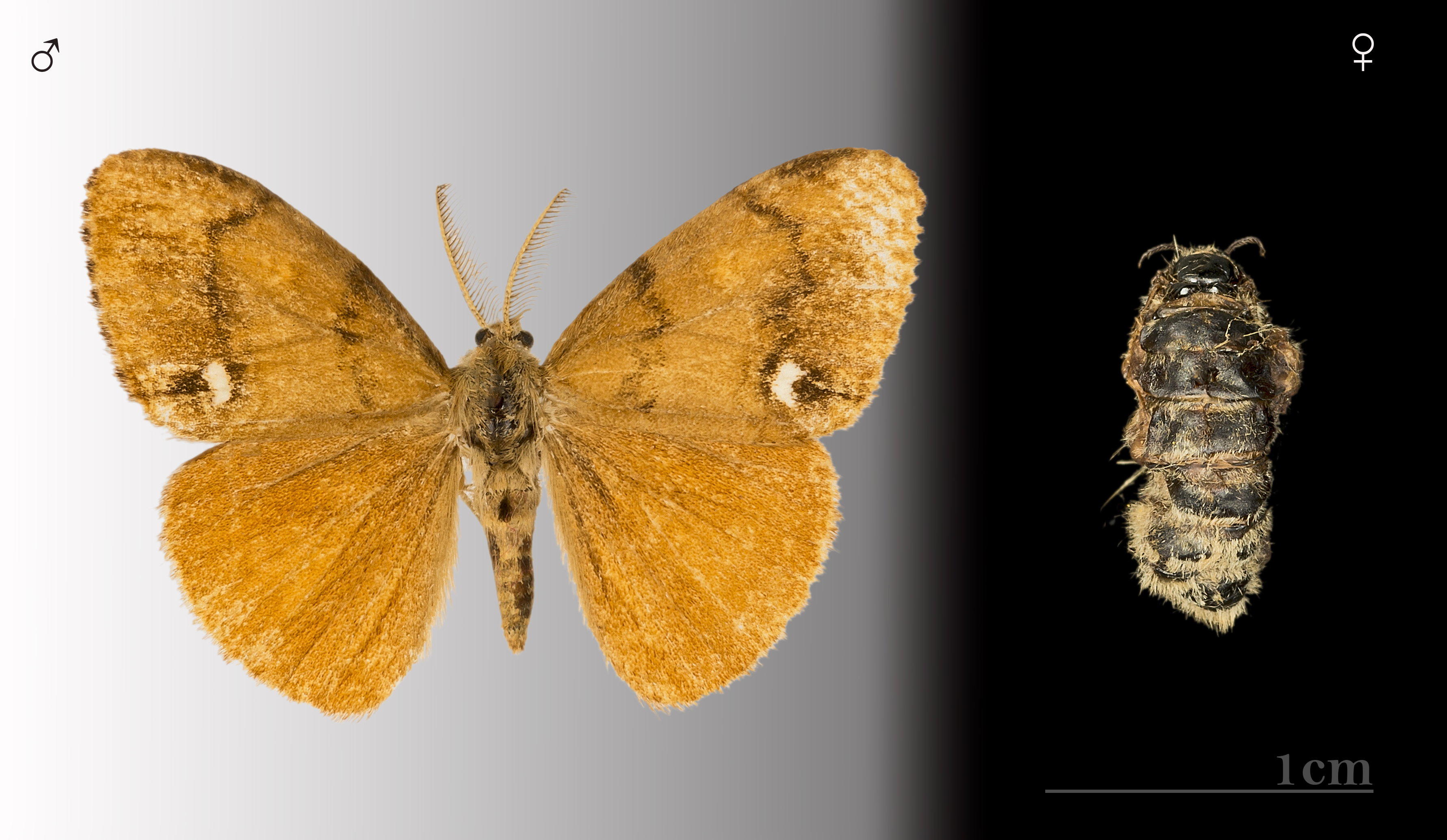
Macho (esquerda) e fêmea (direita) da traça da espécie Orgyia antiqua. Note que o macho é alado enquanto a fêmea não
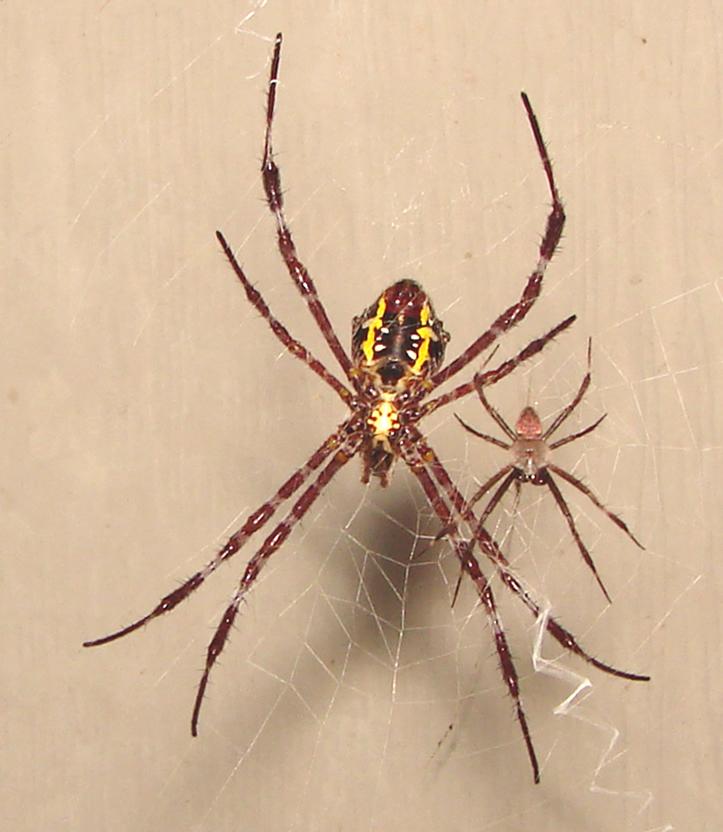
Fêmea adulta (esquerda, vista ventral) e macho adulto (direita, vista dorsal) da aranha da espécie Argiope appensa, exibindo diferenças sexuais típicas em aranhas, com machos dramaticamente menores
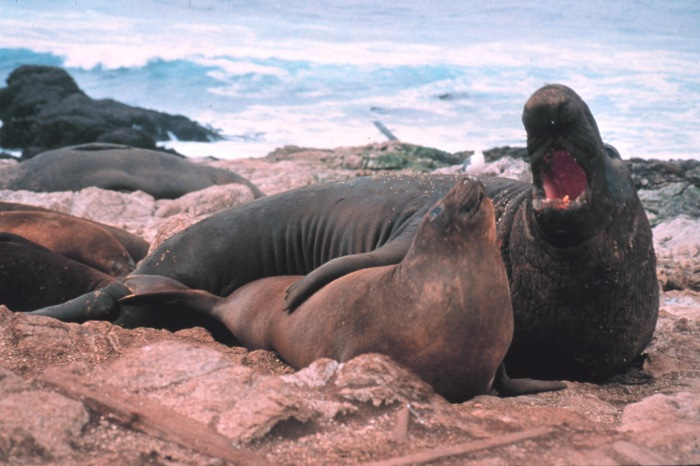
Elefante-marinho fêmea (esquerda) e macho (direita)
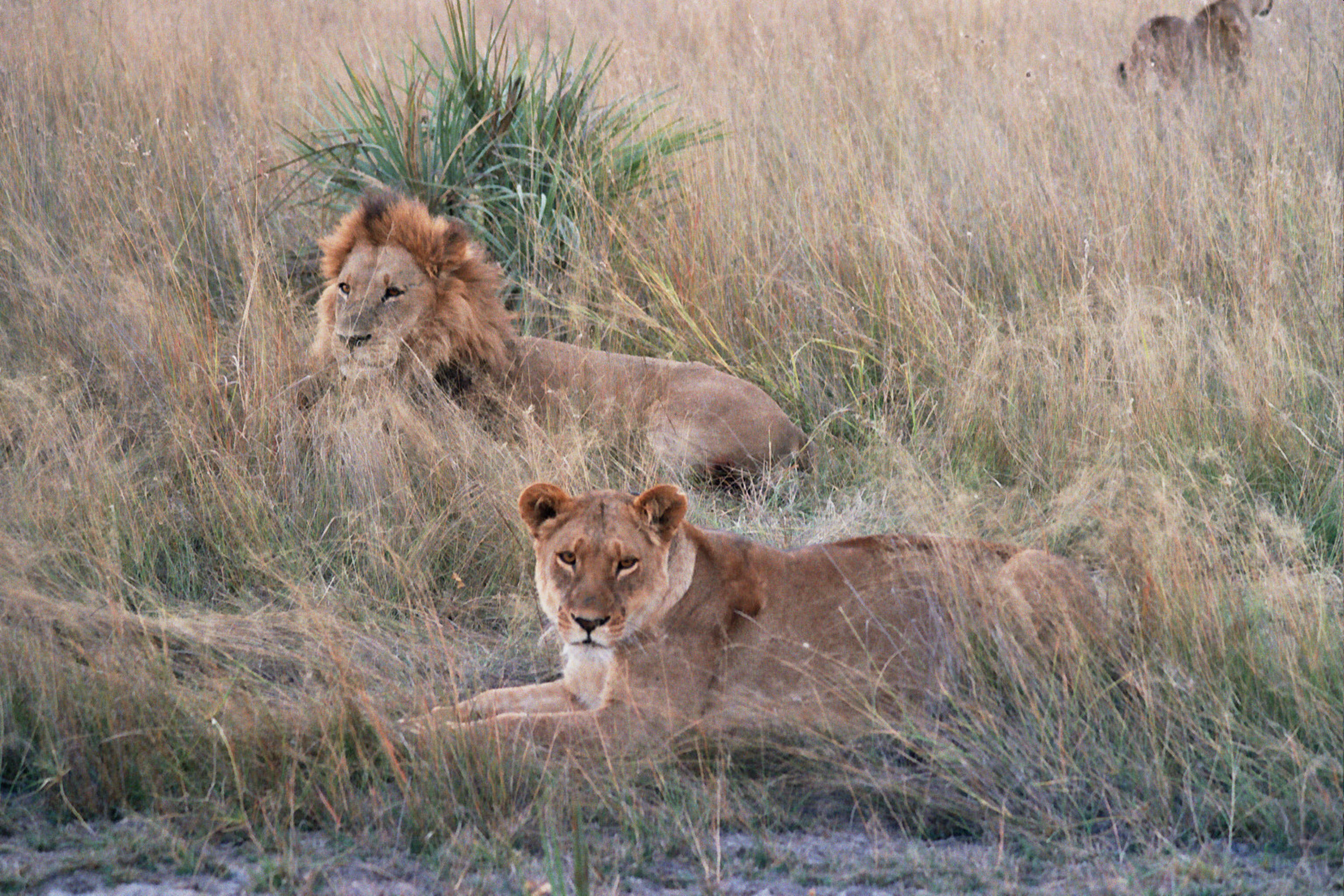
Leão, macho, acima e leoa, fêmea, abaixo
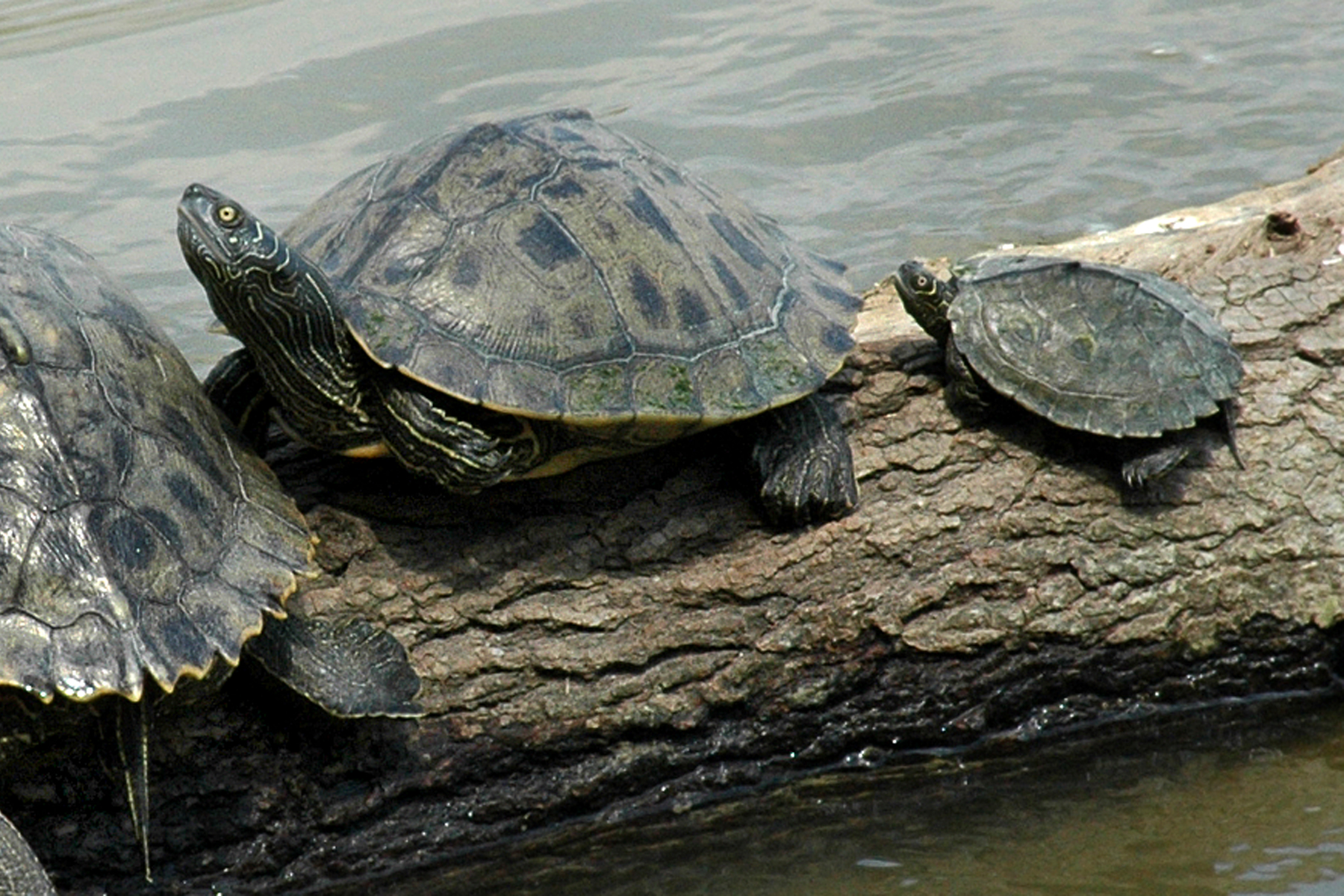
Tartarugas da espécie Graptemys pseudogeographica kohni, fêmea adulta (esquerda) e macho adulto (direita)
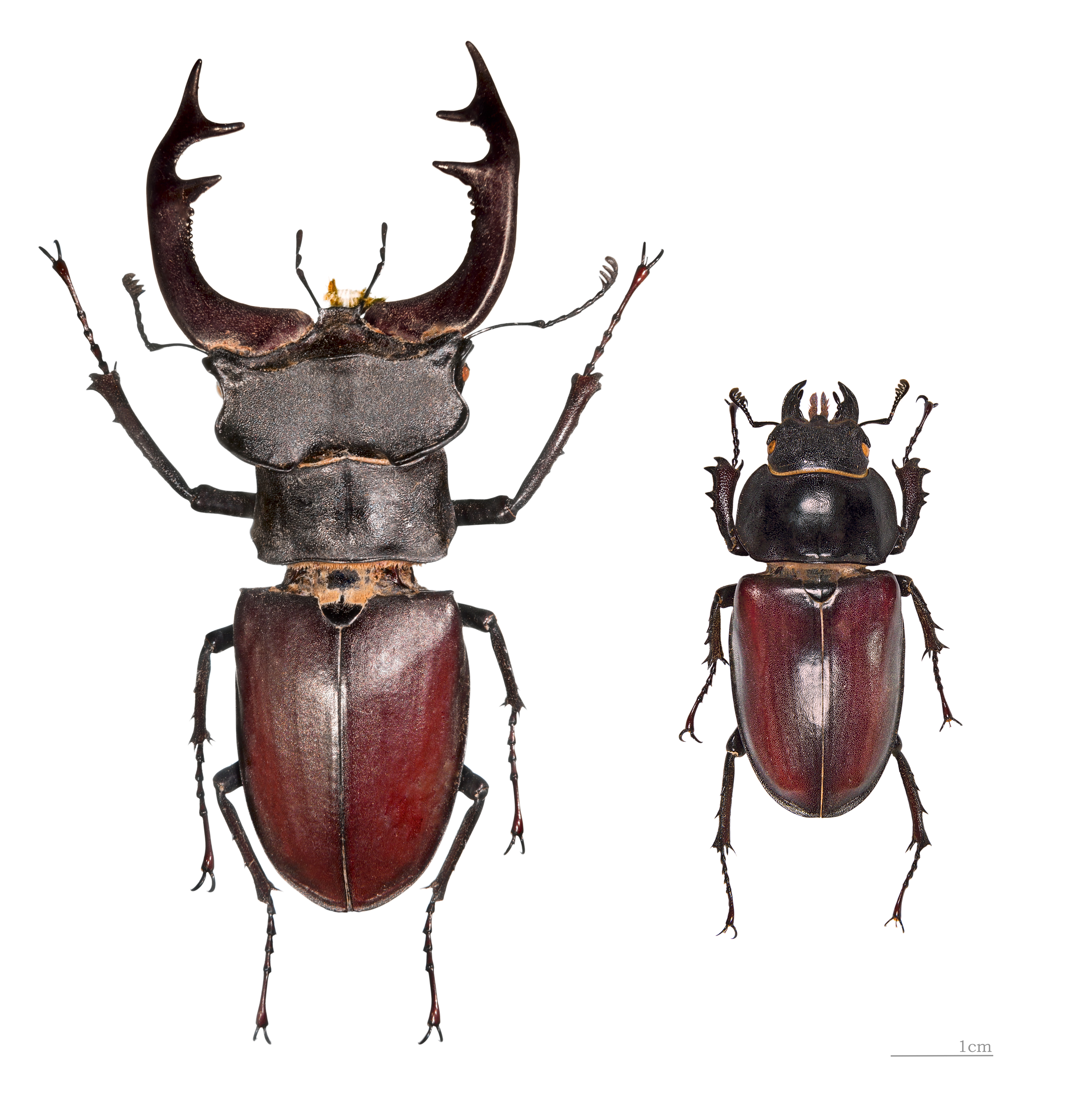
Vaca-loura. À esquerda o macho, à direita a fêmea.
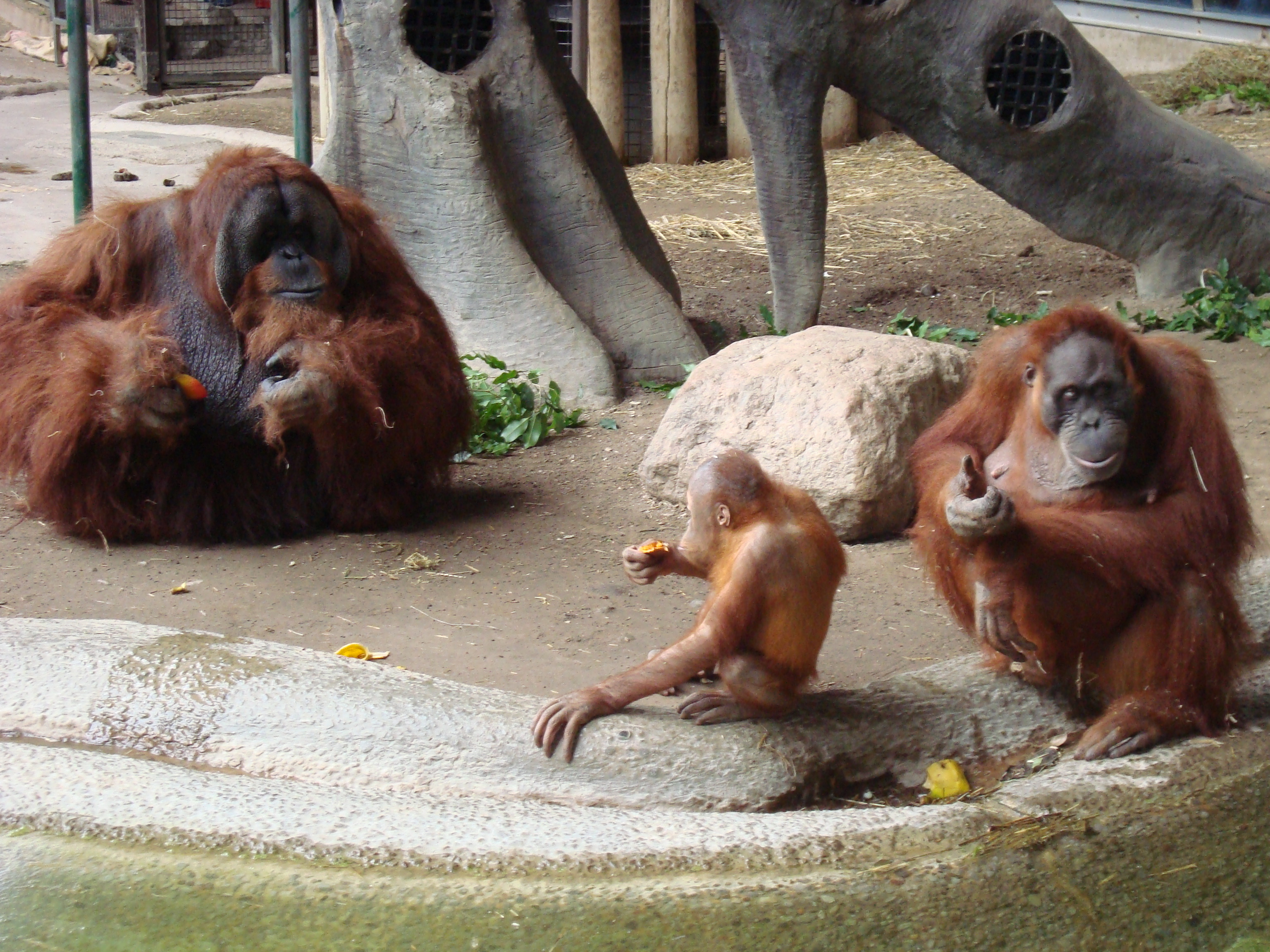
Orangotango-de-sumatra. À esquerda o macho adulto, à direita a fêmea adulta. Entre os dois pode se ver um filhote.
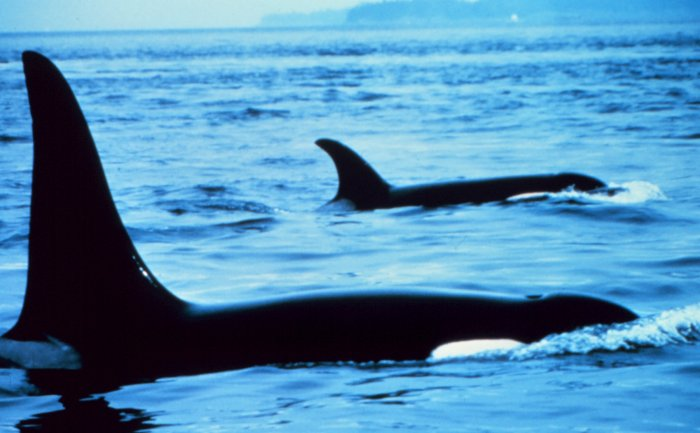
Diferenças de barbatanas dorsais entre uma orca macho (na frente, mais próxima da câmera) e fêmea (ao topo, mais distante da câmera)
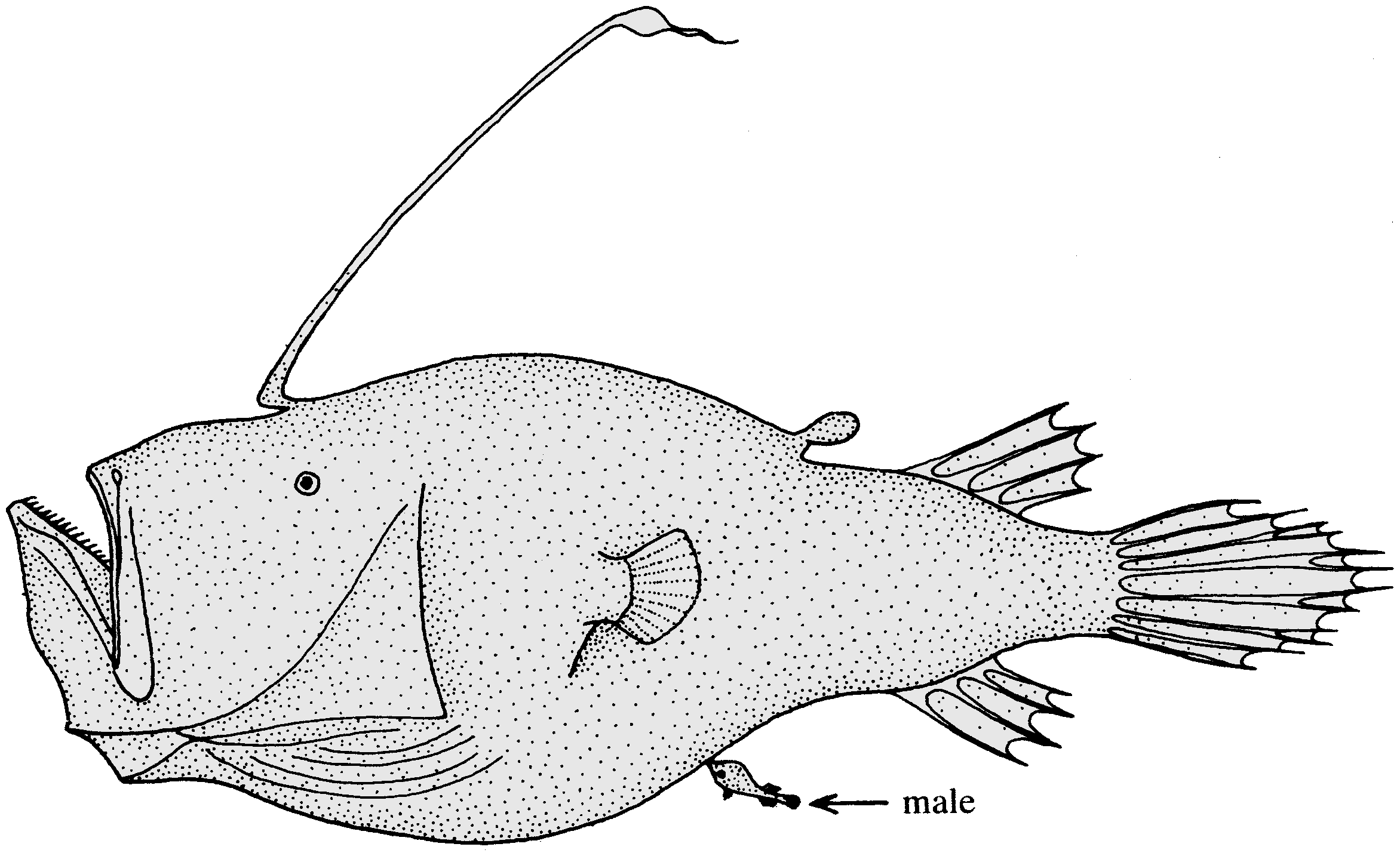
Fêmea de Cryptopsaras couesii, uma espécie de tamboril, com o macho preso perto da cloaca (seta). Algumas espécies de tamboril apresentam extremo dimorfismo sexual

## Plantas
A maioria das plantas são hermafroditas, mas cerca de 6% têm machos e fêmeas separados (dioicia). Machos e fêmeas em espécies dependentes da polinização de insetos geralmente são semelhantes porque as plantas fornecem recompensas (por exemplo, néctar) que incentivam os polinizadores a visitarem outra flor semelhante, completando a polinização. As orquídeas Catasetum são uma exceção a esta regra, a Catasetum macho se anexa pólens às abelhas então evitam que outras flores masculinas, mas podem visitar uma flor fêmea, que tem a aparência diferente das flores macho.

## Humanos

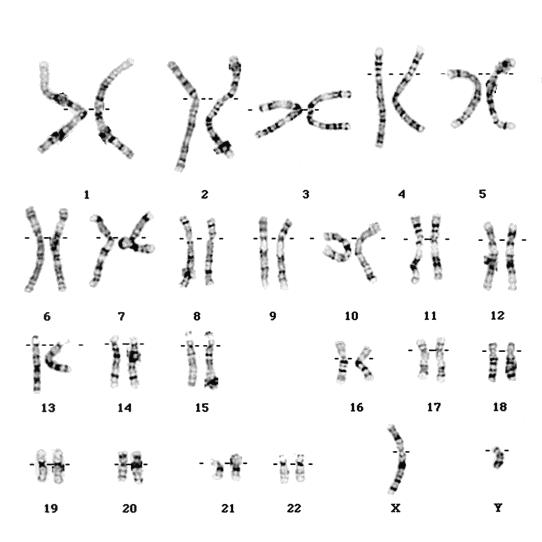
Cariótipo típico de um homem com 22 pares de cromossomo autossômicos e um cromossomo X e um Y

De acordo com Clark Spencer Larsen, o Homo sapiens moderno mostra uma gama de dimorfismo sexual, com massa corporal média entre os sexos diferindo em aproximadamente 15%. De acordo com Daly e Wilson, "Os sexos diferem mais nos seres humanos do que nos mamíferos monogâmicos, mas muito menos do que nos mamíferos extremamente polígamos".
Os seres humanos exibem dimorfismo sexual em muitas características, muitas não apresentam nenhuma ligação direta com a habilidade reprodutiva, porém a maioria destas características têm um papel na atração sexual. O dimorfismo sexual em seres humanos se observa sobretudo por cinco fatores ao nascer: a presença ou ausência do cromossomo Y, o tipo de gônadas, hormônios sexuais, anatomia reprodutiva interna (como o útero nas fêmeas) e a genitália externa.
No cérebro humano, foi observada uma diferença entre os sexos na transcrição do par de genes PCDH11X / Y exclusivo do Homo sapiens.
Alguns estudos mostram que os primeiros hominidae eram muito dimórficos e que esta tendência se reduziu ao longo da evolução humana, sugerindo que os humanos se tornaram mais monógamos. Ao contrário por exemplo dos gorilas, que vivem em haréns com um único macho e várias fêmeas e que demostram um dimorfismo sexual muito maior (ver: homininae).